# Ramphastos
Genre
Ramphastos est un des deux genres de toucans, avec le genre Andigena, au sein des oiseaux de la famille des Ramphastidae.

## Liste des espèces
Selon la classification de référence du Congrès ornithologique international (version 2.9, 2011), ce genre comprend huit espèces :
- Ramphastos dicolorus – Toucan à ventre rouge
- Ramphastos vitellinus – Toucan ariel
- Ramphastos citreolaemus – Toucan à gorge citron
- Ramphastos brevis – Toucan du Choco
- Ramphastos sulfuratus – Toucan à carène
- Ramphastos toco – Toucan toco
- Ramphastos tucanus – Toucan à bec rouge
- Ramphastos ambiguus – Toucan tocard

Avant 2011, le Toucan de Swainson était élevé au rang d'espèce à part entière (Ramphastos swainsonii), mais il est désormais considéré par le COI comme étant une simple sous-espèce (Ramphastos ambiguus swainsonii) du Toucan tocard.